# Cours toujours Dennis
Pour plus de détails, voir Fiche technique et Distribution.
Cours toujours Dennis (Run, Fat Boy, Run) est un film américano-britannique réalisé par David Schwimmer, sorti en 2007.

## Synopsis
Cinq ans après avoir quitté sa fiancée enceinte le jour de leur mariage un homme décide de la reconquérir en courant pour la première fois un marathon, le Marathon de Londres.

## Fiche technique
- Titre : Cours toujours Dennis
- Titre original : Run, Fat Boy, Run
- Réalisation : David Schwimmer
- Scénario : Simon Pegg et Michael Ian Black
- Production : Sarah Curtis et Robert Jones
  - Producteur délégué : Martha Coleman, Alexa L. Fogel, Cam Galano, Nigel Green, Joseph Infantolino et Rolf Mittweg
  - Producteur exécutif : Cathy Lord
- Société de production : Material Entertainment
- Distribution : 
  - Mondial : New Line Cinema
  - Royaume-Uni : Entertainment Film Distributors
  - États-Unis : Picturehouse Entertainment
  - France : Metropolitan FilmExport
  - Suisse : Warner Bros. Pictures[1]
- Musique : Alex Wurman
- Photographie : Richard Greatrex
- Montage : Michael Parker
- Décors : Sophie Becher et Kay McGlone
- Costumes : Annie Hardinge
- Pays :  États-Unis
- Genre : Comédie romantique, sport
- Durée : 100 minutes
- Format : Couleur - Son : Dolby Digital, DTS, SDDS - 2,35:1 - Format 35 mm
- Budget : 10.000.000 $US[2].
- Dates de sortie :
  - Royaume-Uni : 7 septembre 2007
  - Canada : 10 septembre 2007 (Festival international du film de Toronto)
  - France : 5 mars 2008
  - États-Unis : 28 mars 2008

## Box-office
- Au Royaume-Uni, le film démarra en tête du box-office et y resta quatre semaines d'affilée[3], cumulant 11.008.791 £ au 2 décembre 2007[4].
- Aux États-Unis, le film démarre doucement avec 2.390.000 $US le premier week-end pour 1.133 salles[5].
- Mondial : le film a déjà engrangé plus de 24 millions de $US dans le monde, au 23 mars 2008[6].

## Distribution
| |  |  |
| Les acteurs principaux Simon Pegg et Thandie Newton à la première du film au Toronto International Film Festival 2007. |  |  |

- Simon Pegg (VF : Guillaume Lebon; VQ : Daniel Picard) : Dennis Doyle
- Thandie Newton (VF : Annie Milon; VQ : Michèle Lituac) : Libby Oddel
- Hank Azaria (VF : Renaud Marx; VQ : Pierre Auger) : Whit
- Dylan Moran (VF : Nicolas Marié; VQ : Marc-André Bélanger) : Gordon
- Harish Patel (VF : Serge Faliu; VQ : André Montmorency) : M. Ghoshdashtidar
- India de Beaufort (VQ : Isabelle Leyrolles) : Maya Goshdashtidar
- Matthew Fenton : Jake
- Simon Day (VF : Éric Hémon; VQ : Hubert Gagnon) : Vincent
- Ruth Sheen (VF : Isabelle Leprince; VQ : Johanne Garneau) : Claudine
- Tyrone Huggins : Grover
- Nevan Finegan : Mickey
- Iddo Goldberg : Reporter
- Ameet Chana : Taxi
- Chris Hollins (VF : Jean-Claude Donda; VQ : Tristan Harvey) : Lui-même
- Denise Lewis (VQ : Lisette Dufour) : Elle-même
- David Walliams : le fabricant de gâteaux

## Autour du film
- Le tournage du film s'est déroulé du 23 octobre au 8 décembre 2006[7].
- Le tournage fut réalisé en un temps record de 37 jours, dans 52 lieux différents de la capitale britannique[8].